# Saison 1982-1983 du Football Club de Grenoble rugby
Cette page présente la saison 1982-1983 du Football club de Grenoble rugby.
Premier de sa poule pour la troisième année consécutive (2e club français sur 40 à l’issue des matchs de poules), Grenoble, renforcé par le troisième ligne Christophe Monteil qui jouera 12 saisons dans le pack grenoblois est éliminé prématurément par Lourdes en huitième de finale aller-retour.
Patrick Mesny remporte le Tournoi des Cinq Nations avec l’équipe de France.

## Les matchs de la saison
Grenoble termine en tête de sa poule avec 13 victoires et 5 défaites.

### À domicile
- Grenoble-Bègles-Bordeaux 45-6
- Grenoble-Bourgoin 10-6
- Grenoble-Castres 36-10
- Grenoble-Albi 38-9
- Grenoble-La Rochelle 37-24
- Grenoble-Montferrand 25-9
- Grenoble-Tyrosse 32-6
- Grenoble-Tarbes 23-12
- Grenoble-Aurillac 16-6

### À l’extérieur
- Bègles-Grenoble 3-9
- Bourgoin-Grenoble 11-22
- Castres-Grenoble 10-14
- Albi-Grenoble 6-3
- La Rochelle-Grenoble 10-12
- Montferrand-Grenoble 23-12
- Tyrosse-Grenoble 25-10
- Tarbes-Grenoble 11-3
- Aurillac-Grenoble 21-6

## Classement des 4 poules de 10
Les équipes sont listées dans leur ordre de classement à l'issue de la phase qualificative. Les noms en gras indiquent les équipes qui sont qualifiées directement pour les 8e de finale.
| 1. RRC Nice 2. RC Narbonne 3. SU Agen 4. SC Angoulême 5. FC Oloron 6. SC Tulle 7. Boucau stade 8. US Carcassonne 9. RC Nîmes 10. Racing club de France                             | 1. AS Béziers 2. US Montauban 3. Aviron bayonnais 4. Stade toulousain 5. RC Toulon 6. FC Lourdes 7. Biarritz olympique 8. La Voulte sportif 9. Stade montois 10. FC Auch |
| 1. FC Grenoble 2. Stadoceste tarbais 3. Stade aurillacois 4. AS Montferrand 5. CA Bègles 6. Tyrosse RCS 7. Castres olympique 8. Stade rochelais 9. CS Bourgoin-Jallieu 10. SC Albi | 1. Section paloise 2. SC Graulhet 3. USA Perpignan 4. Stade bagnérais 5. US Dax 6. US bressane 7. US Romans 8. CA Brive 9. Avenir aturin 10. Valence sportif             |

## Matchs de barrage
Les équipes dont le nom est en caractères gras sont qualifiées pour les huitièmes de finale. 
| Équipe 1          | Équipe 2        | Résultat |
| ----------------- | --------------- | -------- |
| USA Perpignan     | RC Toulon       | 13-9     |
| Stade toulousain  | FC Oloron       | 20-9     |
| Aviron bayonnais  | SC Tulle        | 13-6     |
| SC Angoulême      | FC Lourdes      | 18-20    |
| Stade aurillacois | US bressane     | 10-12    |
| US Dax            | CA Bègles       | 15-16    |
| AS Montferrand    | Stade bagnérais | 7-3      |
| SU Agen           | Tyrosse RCS     | 27-12    |

## Huitièmes de finale
Les équipes dont le nom est en caractères gras sont qualifiées pour les quarts de finale. Tous les barragistes sont éliminés hormis Agen qui bat Graulhet et Lourdes qui bat Grenoble.
| Équipe 1           | Équipe 2         | Match aller | Match retour |
| ------------------ | ---------------- | ----------- | ------------ |
| Stadoceste tarbais | USA Perpignan    | 9-3         | 11-31        |
| AS Béziers         | Stade toulousain | 3-0         | 12-6         |
| Aviron bayonnais   | US Montauban     | 27-3        | 13-6         |
| FC Lourdes         | FC Grenoble      | 15-10       | 31-12        |
| RRC Nice           | US bressane      | 47-9        | 32-21        |
| Section paloise    | CA Bègles        | 11-6        | 13-12        |
| AS Montferrand     | RC Narbonne      | 21-12       | 9-21         |
| SU Agen            | SC Graulhet      | 15-15       | 7-6          |

## Quarts de finale
Les équipes dont le nom est en caractères gras sont qualifiées pour les demi-finales.
| Équipe 1         | Équipe 2        | Résultat |
| ---------------- | --------------- | -------- |
| USA Perpignan    | AS Béziers      | 0-7      |
| Aviron bayonnais | FC Lourdes      | 13-12    |
| RRC Nice         | Section paloise | 19-15    |
| RC Narbonne      | SU Agen         | 21-27    |

## Demi-finales
| Équipe 1   | Équipe 2         | Résultat |
| ---------- | ---------------- | -------- |
| AS Béziers | Aviron bayonnais | 19-12    |
| RRC Nice   | SU Agen          | 18-12    |

## Finale
| Équipes | AS Béziers - RRC Nice |
| Score   | 14-06                 |
| Date    | 28 mai 1983           |
| Stade   | Parc des Princes      |
| Arbitre | René Hourquet         |

## Challenge Yves du Manoir
Grenoble termine dernier de sa poule avec 1 victoire, 1 nul et 4 défaites.

### À domicile
- Grenoble-Toulon 0-0
- Grenoble-La Voulte 38-6
- Grenoble-Romans 3-12

### À l’extérieur
- Toulon-Grenoble 31-7
- La Voulte-Grenoble 10-8
- Romans-Grenoble 9-6

## Entraîneur
L'équipe professionnelle est encadrée par
| Nom          | Poste      | Nationalité |
| ------------ | ---------- | ----------- |
| Jean Liénard | Entraîneur | France      |

| Nom                    | Poste                  | Naissance          | Nationalité |
| ---------------------- | ---------------------- | ------------------ | ----------- |
| Jean-Claude Alexandre  | Pilier                 | 18 juin 1958       | France      |
| Guy Mopty              | Pilier                 | 1954               | France      |
| Michel Perrin          | Pilier                 | 21 mai 1955        | France      |
| Jean-Marc Romand       | Pilier                 | 27 mars 1957       | France      |
| François Di Bartolomeo | Talonneur              | 30 octobre 1955    | France      |
| Alain Fontbonne        | Talonneur              |                    | France      |
| José Ibanez            | Talonneur              | 7 mars 1950        | Espagne     |
| Patrick Petit          | Talonneur              | 1er janvier 1960   | France      |
| Marc Chérèque          | Deuxième ligne         | 9 juin 1953        | France      |
| Jean-Pierre Gébus      | Deuxième ligne         | 2 décembre 1943    | France      |
| Alain Lorieux          | Deuxième ligne         | 26 mars 1956       | France      |
| Willy Pepelnjak        | Deuxième ligne         | 21 mai 1961        | France      |
| Claude Rousset         | Deuxième ligne         | 19 mai 1951        | France      |
| Frédéric Boutin        | Troisième ligne aile   | 22 juillet 1962    | France      |
| Jean de la Vaissière   | Troisième ligne aile   | 25 août 1956       | France      |
| Philippe Molinié       | Troisième ligne aile   | 27 juin 1958       | France      |
| Christophe Monteil     | Troisième ligne aile   | 31 décembre 1961   | France      |
| Patrick Chevalier      | Troisième ligne centre |                    | France      |
| Freddy Pepelnjak       | Troisième ligne centre | 16 juin 1957       | France      |
| Daniel Perez           | Demi de mêlée          | 28 janvier 1957    | France      |
| Alain Thomas           | Demi de mêlée          | 19 mai 1957        | France      |
| Gilles Claret          | Demi d'ouverture       | 29 mars 1961       | France      |
| Pierre Pommier         | Demi d'ouverture       | 18 septembre 1951  | France      |
| Pascal Belin           | Centre                 | 30 mars 1962       | France      |
| Valère Gagnor          | Centre                 | 10 mai 1960        | France      |
| Alain Gély             | Centre                 | 25 janvier 1963    | France      |
| Patrick Mesny          | Centre                 | 18 août 1954       | France      |
| Leconte                | Ailier                 |                    | France      |
| Patrice Morand         | Ailier                 | 1960               | France      |
| Jean Nemoz             | Ailier                 | 9 février 1960     | France      |
| Thierry Perrin         | Ailier                 | 17 octobre 1956    | France      |
| Régis Tabarini         | Ailier                 | 16 août 1962       | France      |
| Gilles Feutrier        | Arrière                | 1er septembre 1956 | France      |
| Peter Steven           | Arrière                | 4 juillet 1959     | Écosse      |

### Équipe-Type
1. Michel Perrin 2. Alain Fontbonne  3. Jean-Marc Romand 

4. Willy Pepelnjak  5. Alain Lorieux 

6. Jean de la Vaissière 8. Freddy Pepelnjak 7. Fréderic Boutin 

9. Alain Thomas  10. Gilles Claret 

11. Valère Gagnor 12. Patrick Mesny 13. Alain Gély 14. Thierry Perrin 

15. Pierre Pommier 